# 飛翔入手 (SNH48 EP)
《飛翔入手》是中国偶像组合SNH48的第二张EP，分豪華版、普通版兩個版本推出，並在2013年8月2日于SNH48網上官方商城开始预售。
单曲的普通版附赠「沙滩泳装」主题生寫真，豪华版則附赠「泳池泳装」主题生寫真和「mini写真画册」，其餘收录的曲目及附赠的DVD都是相同的。本张EP三首曲目均为AKB48歌曲的中文翻唱。
飛翔入手的MV邀請了數百名粉絲參與拍攝，並在世界第三高樓的上海環球金融中心100層觀光廳取景，被形容為「場面宏大，想象力奇特」。

## 收录曲目
| CD       | CD                                                                     | CD            | CD                                  | CD    |
| 曲序     | 曲目                                                                   | 作曲          | 备注                                | 时长  |
| -------- | ---------------------------------------------------------------------- | ------------- | ----------------------------------- | ----- |
| 1.       | 飞翔入手（原曲：《飛翔入手》（フライングゲット））                                     | Sumida Shinya | 作词：顾瑞 原词：秋元康 原唱：AKB48 | 4:15  |
| 2.       | 马尾与发圈（原曲：《馬尾與髮圈》（ポニーテールとシュシュ））                                 | 多田慎也      | 原词：秋元康 原唱：AKB48            | 4:31  |
| 3.       | 石头剪刀布（《梦想预备生之半熟少女》片尾曲，原曲：《機會的順序》（チャンスの順番）） | 小西裕子      | 原词：秋元康 原唱：AKB48            | 4:16  |
| 4.       | 飞翔入手（伴奏）                                                       | Sumida Shinya |                                     | 4:15  |
| 5.       | 马尾与发圈（伴奏）                                                     | 多田慎也      |                                     | 4:31  |
| 6.       | 石头剪刀布（伴奏）                                                     | 小西裕子      |                                     | 4:16  |
| 总时长： | 总时长：                                                               | 总时长：      | 总时长：                            | 26:04 |

| DVD  | DVD                         |
| 曲序 | 曲目                        |
| ---- | --------------------------- |
| 1.   | 飞翔入手                    |
| 2.   | 马尾与发圈                  |
| 3.   | 石头剪刀布（525演唱会LIVE） |

特典
- 生写真（15张成员单独照及7张全员合集照，两套EP共计37种，随机封入一张）
- 飛翔入手发售纪念握手会活动现场握手券1张
- 豪华版：「mini写真画册」60页

## 选拔成员

### 飞翔入手
（Center：汤敏）
- 正规成员：陈观慧、陈思、戴萌、丁紫妍、董芷依、孔肖吟、李宇琪、莫寒、钱蓓婷、邱欣怡、汤敏、吴哲晗、徐晨辰、许佳琪、张语格、赵嘉敏

徐晨辰、邱欣怡首次參與选拔。赵嘉敏因身体原因未参与MV录制。

### 马尾与发圈
（Center：汤敏、许佳琪）
- 正规成员：陈观慧、陈思、戴萌、丁紫妍、董芷依、孔肖吟、李宇琪、莫寒、钱蓓婷、邱欣怡、汤敏、吴哲晗、徐晨辰、许佳琪、张语格、赵嘉敏

赵嘉敏因身体原因未参与MV录制。

### 石头剪刀布
（Center：陈观慧）
- 正规成员：陈观慧、陈思、戴萌、丁紫妍、董芷依、孔肖吟、李宇琪、莫寒、钱蓓婷、邱欣怡、汤敏、吴哲晗、徐晨辰、许佳琪、张语格、赵嘉敏

## 軼事
- 丁紫妍、董芷依、汤敏參與的最後一張EP。

## 脚注
1. ↑  出品方为天津北洋音像出版社